# NGC 2896
NGC 2896 est une galaxie lenticulaire située dans la constellation du Lion. NGC 2896 a été découverte par l'astronome prussien Heinrich Louis d'Arrest en 1864.

## Caractéristiques
Sa vitesse par rapport au fond diffus cosmologique est de 4 467 ± 53 km/s, ce qui correspond à une distance de Hubble de 65,9 ± 4,7 Mpc (∼215 millions d'al).